# Alberto Mingorance
Alberto Mingorance Fernandez, né le 6 décembre 1994, est un coureur cycliste espagnol, spécialiste de VTT et notamment du cross-country eliminator.

## Palmarès en VTT

### Championnats du monde
- Chengdu 2017
  - 4e du cross-country eliminator
- Chengdu 2018
  - 5e du cross-country eliminator

### Coupe du monde
- Coupe du monde de cross-country eliminator
  - 2017 : 3e du classement général, trois podiums
  - 2018 : 9e du classement général, un podium
  - 2019 : 9e du classement général, un podium

- Coupe du monde de cross-country à assistance électrique
  - 2022 : 13e du classement général

### Championnats d'Europe
- Graz-Stattegg 2018
  - 6e du cross-country eliminator
- Brno 2019
  - 8e du cross-country eliminator

### Championnats d'Espagne
- 2017
  -  Champion d'Espagne de cross-country eliminator
- 2018
  -  Champion d'Espagne de cross-country eliminator
- 2019
  -  Champion d'Espagne de cross-country eliminator[2]